# Kępice
Kępice [kɛmˈpʲit͡sɛ] (deutsch Hammermühle) ist eine Stadt im Powiat Słupski der polnischen Woiwodschaft Pommern. Sie ist Sitz der gleichnamigen Stadt-und-Land-Gemeinde (gmina miejsko-wiejska).

## Geographische Lage
Die Stadt liegt in Hinterpommern, im Tal der Wieprza (Wipper), etwa 19 Kilometer südöstlich von Sławno (Schlawe) und 45 Kilometer östlich von Koszalin (Köslin).

## Geschichte
Im Tal der Wipper östlich von Varzin stand bis in das 19. Jahrhundert eine Hammermühle. Am 7. Juni 1867 hatte der damalige preußische Ministerpräsident Otto von Bismarck von der ihm nach dem erfolgreichen Preußisch-Österreichischen Krieg bewilligten Dotation von 400.000 Talern das Rittergut Varzin von Werner Ewald von Blumenthal erworben. 1868 ließ Bismarck an der Wipper die Papierfabrik Hammermühle errichten, 1871 folgte ein weiteres größeres Werk, die so genannte „Fuchsmühle“. Diese Papierfabriken, die ab 1889 unter dem Namen „Varziner Papierfabrik AG“ firmierten, entwickelte sich zum größten Industrieunternehmen in Ostpommern und zu einem bedeutenden Produzenten für Banknoten. Um die Werke entstanden neue Siedlungen. Mit dem 1878 erfolgten Bau der Eisenbahn zwischen Neustettin (Szczecinek) über Rummelsburg (Miastko) nach Stolp (Słupsk) erhielt die Industriesiedlung einen Bahnhof, und im sieben Kilometer nördlich gelegenen Zollbrück (Korzybie) kreuzte die Bahntrasse zwischen Schlawe (Sławno) und Bütow (Bytów).

Hammermühle (Hammer M.) an der Wipper, südöstlich von Schlawe und nordöstlich von Pollnow, auf einer Landkarte von 1910

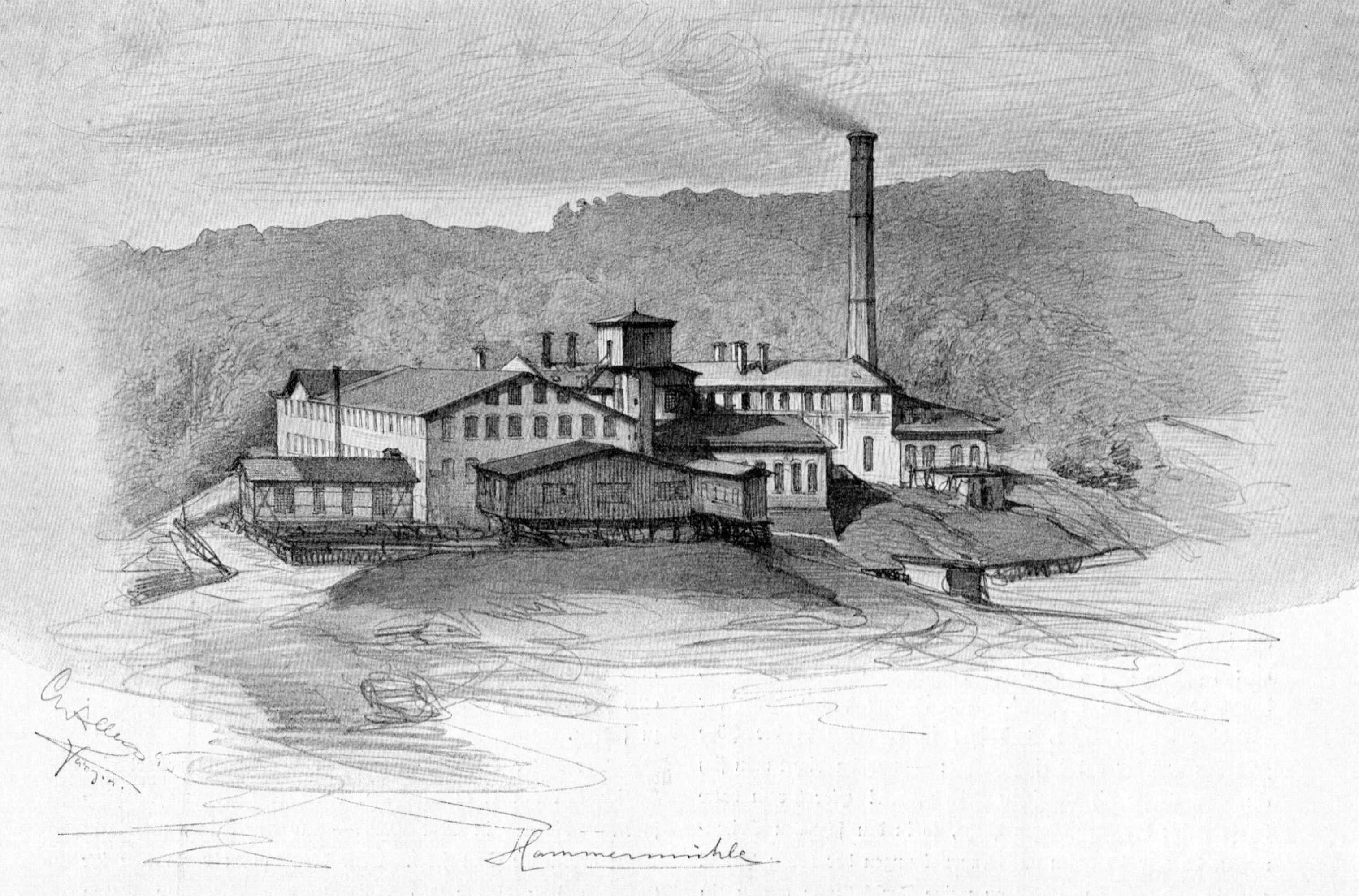
Die Hammermühle um 1890, aus Unser Bismarck

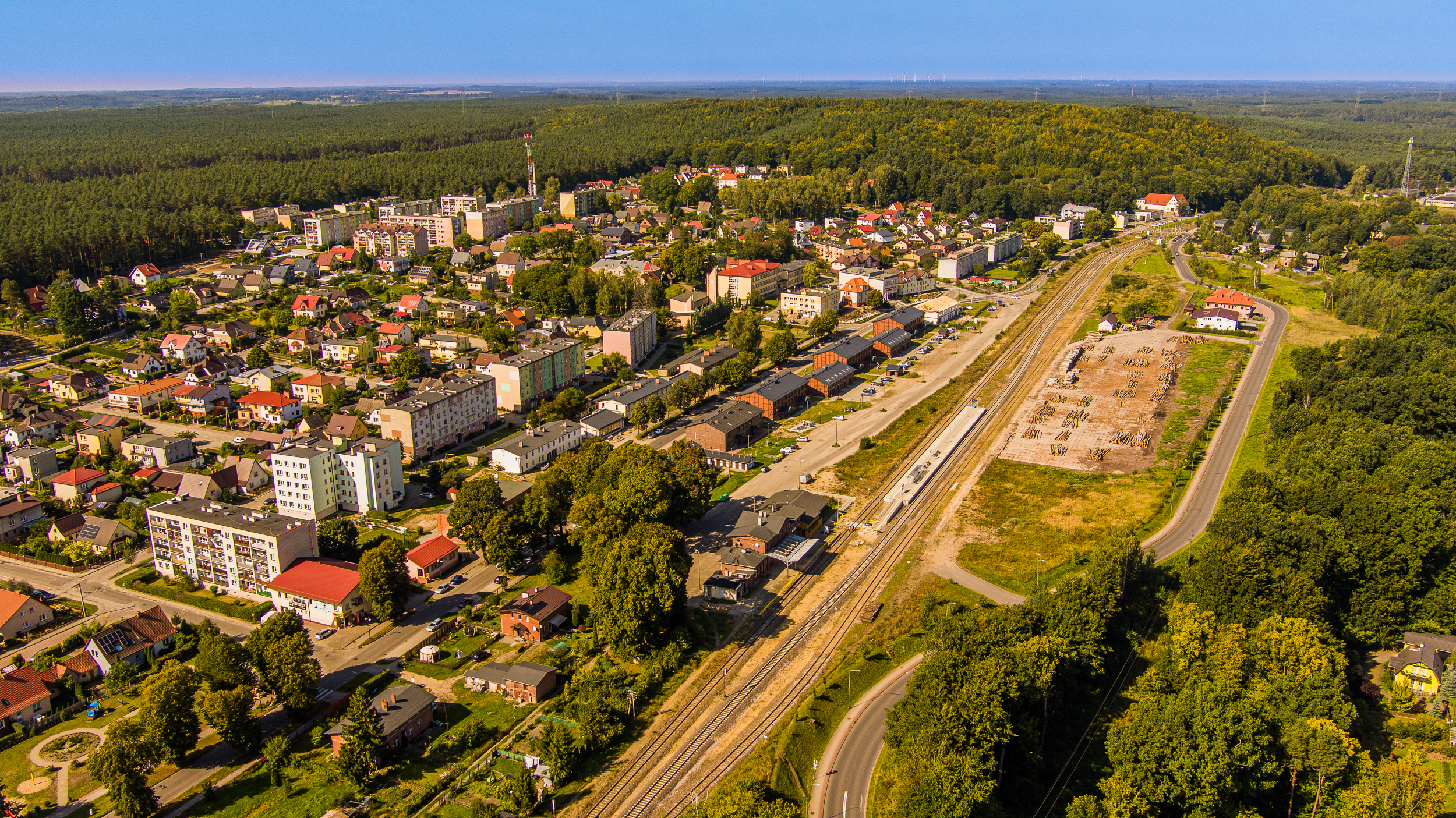
Luftbild von Kępice

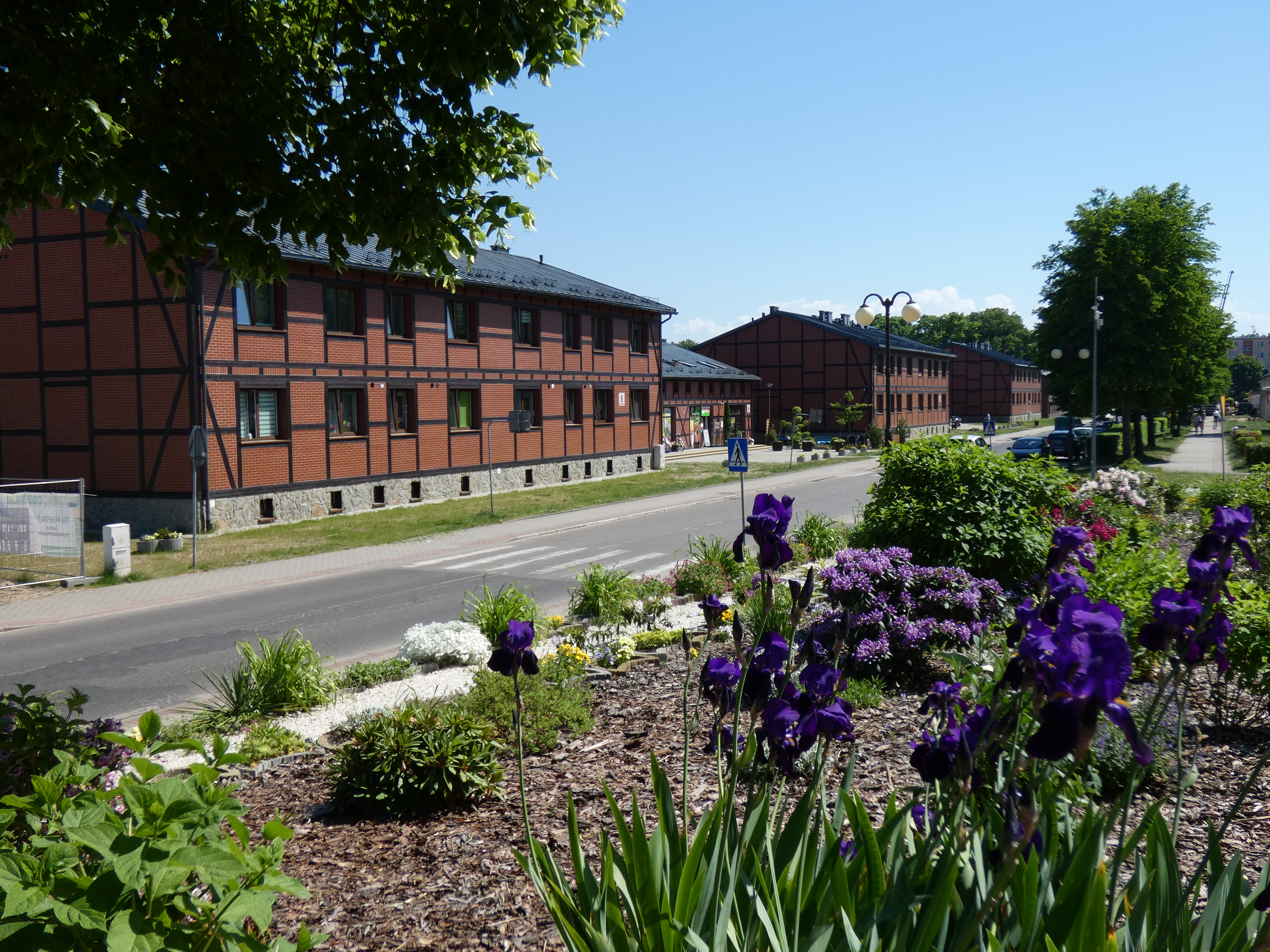
Straßenzug mit altem Gebäude

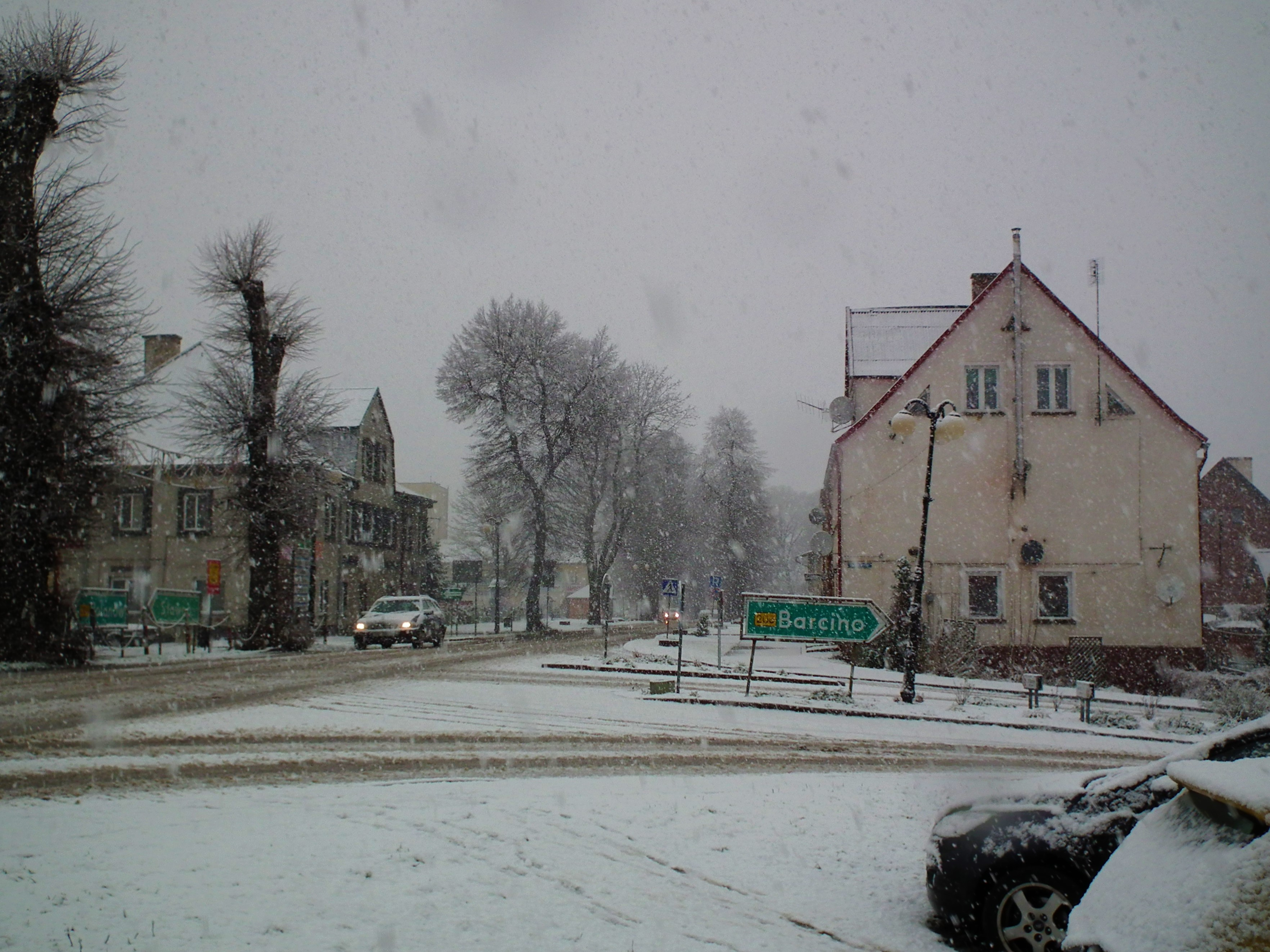
Stadtzentrum im Winter (Aufnahme 2020)

1898 wurde Wilhelm von Bismarck (1851–1901), Sohn des Reichskanzlers und Oberpräsident von Ostpreußen, neuer Besitzer. Nach dessen Tode erbte der einzige Sohn Wilhelm Nikolaus von Bismarck (1896–1940) den Varziner Besitz.
Nachdem bereits 1890 für die Papierfabrik und ein Sägewerk Wasserkraftwerke in Betrieb genommen wurden, entstand 1918 an der Wipper in Kampmühle (Kępka), Fuchsmühle (Kruszka), Beßwitz (Biesowice) und Hammermühle ein System von vier Wasserkraftwerken zur Stromerzeugung. Sämtliche Anlagen außer der in Hammermühle wurden im Zweiten Weltkrieg zerstört.
Im Zuge der Landgemeindereform von 1928 kam es zur Vereinigung der auf Varziner Flur befindlichen Ansiedlungen Fuchsmühle, Hammermühle, Kampmühle und dem Bahnhof zu einer neuen Gemeinde im Landkreis Rummelsburg mit dem Namen Hammermühle. Immer mehr Menschen fanden in dem Industrieort Arbeit. Die Zahl der Einwohner stieg bis 1939 auf 2169.
Während des Zweiten Weltkriegs wurden in den Papierfabriken polnische Arbeitskräfte eingesetzt und gefälschte US-Dollar und Pfund-Sterling-Noten zur Schädigung der amerikanischen und britischen Wirtschaft hergestellt. Unter den polnischen Arbeitern existierte eine Abteilung AK ODRA des Militärgeheimdienstes, die 1944 von der Gestapo zerschlagen wurde. Außerdem wurden in Hammermühle und Fuchsmühle im Krieg Propeller und Scheiben als Zubehör für Jagdflugzeuge produziert.
Zwischen dem 2. und 4. März 1945 wurde Hammermühle nach heftigem Gefechten von der Roten Armee eingenommen. Die Anlagen der Papierfabrik wurden 1945/46 von der Sowjetarmee demontiert.
Bis 1945 gehörte Hammermühle zum Landkreis Rummelsburg im Regierungsbezirk Köslin der Provinz Pommern des Deutschen Reiches.
Nach Kriegsende wurde der Ort zusammen mit Hinterpommern von der Sowjetunion unter polnische Verwaltung gestellt. Es begann nun die Zuwanderung polnischer und ukrainischer Zivilisten. Hammermühle wurde zunächst in Businko und 1947 dann in Kępice umbenannt. In der darauf folgenden Zeit wurden die deutschen Dorfbewohner vertrieben.
Zahlreiche Häuser verfielen und wurden später durch Neubauten ersetzt. Anstelle der demontierten Papier- und Zellulosefabrik nahm 1957 eine Gerberei den Betrieb auf. Die polnische Firma Kępickie Zakłady Garbarskie Kegar, ein Unternehmen mit ca. 1000 Beschäftigten und Zweigwerken in Białogard und Dębnica Kaszubska wurde 1999 privatisiert. 1958 bauten die Beschäftigten der Gerberei das demontierte Wasserkraftwerk in Kępice wieder auf. Im Jahre 1980 ging das Kraftwerk in die Trägerschaft des Energetikunternehmens aus Słupsk über. 1996 erfolgte eine grundlegende Modernisierung der Anlagen.
In den ersten 15 Jahren nach dem Krieg war Kępice eine Ansammlung von Unterkünften; erst im Januar 1959 wurde es zur stadtartigen Siedlung ernannt. Durch die Gerberei wuchs der Ort schnell und erhielt 1967 das Stadtrecht.

### Demographie
| Jahr | Einwohner | Anmerkungen                                   |
| ---- | --------- | --------------------------------------------- |
| 1905 | 0414      |                                               |
| 1925 | 1575      | darunter 1534 Evangelische und elf Katholiken |
| 1930 | 1400      |                                               |
| 1933 | 2008      | [ 2 ]                                         |
| 1939 | 2170      | [ 2 ]                                         |

| Jahr | Einwohner | Anmerkungen |
| ---- | --------- | ----------- |
| 1946 | 1107      |             |
| 1950 | 0631      |             |
| 1960 | 2049      |             |
| 1970 | 2878      |             |
| 1978 | 3106      |             |
| 1987 | 4156      |             |
| 2007 | 3800      | [ 3 ]       |

## Gmina Kępice
Das Landgemeinde Kępice hat eine Fläche von 293 Quadratkilometern, auf denen 10.155 Einwohner (2002) leben. Sie umfasst 15 Schulzenämter mit insgesamt 36 Ortschaften und Wohnplätzen.

### Gemeindepartnerschaften
- Bomlitz, Deutschland